# Bethel (Vermont)
Bethel – miasto w Stanach Zjednoczonych, w stanie Vermont, w Windsor.